# Daughtry (Album)
Daughtry ist das Debütalbum der US-amerikanischen Post-Grunge-Band Daughtry aus dem Jahr 2006.

## Entstehung und Veröffentlichung
Die Erstveröffentlichung von Daughtry erfolgte am 21. November 2006 bei RCA Records. Das Album erschien in seiner Originalausführung als CD mit zwölf (Katalognummer: 82876 88860‒2) und Download mit 13 Titeln. Am gleichen Tag erschien eine „Walmart-Exclusive“-Edition mit einem 14. Titel (Katalognummer: 88697 03230-2). Am 5. September 2008 erschien bei Columbia Records eine Deluxeversion mit vier Bonustiteln sowie einer DVD (Katalognummer: 88697367612).
Geschrieben wurden die Lieder von Daughtry-Frontmann Chris Daughtry, zusammen mit wechselnden Koautoren, darunter namhafte Musiker wie Mitch Allan, Howard Benson, Lukasz Gottwald (Dr. Luke), David Hodges, Saul Hudson (Slash), Max Martin, Ben Moody oder auch Brent Smith. Benson zeichnete darüber hinaus auch für die Produktion verantwortlich.
Um das Album zu bewerben, erhielt die Band Unterstützung durch Brad Arnold, Chad Kroeger und Rob Thomas.

## Titelliste
1. It’s Not Over – 3:35
2. Used To – 3:32
3. Home – 4:15
4. Over You – 3:27
5. Crashed – 3:31
6. Feels Like Tonight – 4:01
7. What I Want (feat. Slash) – 2:48
8. Breakdown – 4:01
9. Gone – 3:21
10. There and Back Again – 3:15
11. All These Lives – 3:24
12. What About Now – 4:10

## Singleauskopplungen
| Jahr | Titel              | Höchstplatzierung, Gesamtwochen, AuszeichnungChartplatzierungen (Jahr, Titel, , Platzierungen, Wochen, Auszeichnungen, Anmerkungen) | Höchstplatzierung, Gesamtwochen, AuszeichnungChartplatzierungen (Jahr, Titel, , Platzierungen, Wochen, Auszeichnungen, Anmerkungen) | Höchstplatzierung, Gesamtwochen, AuszeichnungChartplatzierungen (Jahr, Titel, , Platzierungen, Wochen, Auszeichnungen, Anmerkungen) | Höchstplatzierung, Gesamtwochen, AuszeichnungChartplatzierungen (Jahr, Titel, , Platzierungen, Wochen, Auszeichnungen, Anmerkungen) | Höchstplatzierung, Gesamtwochen, AuszeichnungChartplatzierungen (Jahr, Titel, , Platzierungen, Wochen, Auszeichnungen, Anmerkungen) | Anmerkungen                                                   |
| Jahr | Titel              | DE | AT | CH | UK | US | Anmerkungen                                                   |
| ---- | ------------------ | --- | --- | --- | --- | --- | ------------------------------------------------------------- |
| 2006 | It’s Not Over      | DE38 (9 Wo.)DE | AT65 (3 Wo.)AT | CH77 (4 Wo.)CH | — | US4 ×2Gold (Mastertone) + Doppelplatin · (29 Wo.)US                                                                                 | Erstveröffentlichung: 21. November 2006 Verkäufe: + 2.510.000 |
| 2007 | Home               | — | — | — | — | US5 ×3Gold (Mastertone) + Dreifachplatin · (37 Wo.)US                                                                               | Erstveröffentlichung: 10. April 2007 Verkäufe: + 3.500.000    |
| 2007 | Over You           | DE57 (9 Wo.)DE | AT31 (18 Wo.)AT | — | — | US18 ×2Doppelplatin · (25 Wo.)US | Erstveröffentlichung: 24. Juli 2007 Verkäufe: + 2.005.000     |
| 2008 | Feels Like Tonight | DE67 (9 Wo.)DE | AT72 (1 Wo.)AT | — | — | US24 Platin · (20 Wo.)US | Erstveröffentlichung: 8. Januar 2008 Verkäufe: + 1.000.000    |
| 2008 | What About Now     | — | — | — | UK11 (9 Wo.)UK | US18 (20 Wo.)US | Erstveröffentlichung: 1. Juli 2008                            |

## Rezeption

### Mediennutzung
Viele Lieder des Albums wurden auch bei diversen Fernsehshows o. ä. gespielt. It’s not over wurde während der Wintersportübertragungen der ARD Anfang 2007 verwendet, There and Back Again war der Titelsong der WWE Backlash 2007. Außerdem lief im Trailer zu Der Krieg des Charlie Wilson Feels Like Tonight.

### Rezensionen
Matthias Millhoff von cdstarts.de bemängelte ein durchschnittliches und zu vorhersehbares Rockdebüt. Ken Barnes von USA Today fand das Album zu gewöhnlich und schlug vor, die Band deshalb in FuelNickelStaindBack umzubenennen.

### Preise
- 2007: American Music Award: Favourite Pop-Rock Album
- 2008: Grammy-Awards-Nominierungen: Best Rock Album, Best Rock Song (It’s not over), Best Pop Performance by a Duo or Group with Vocals (Home), Best Rock Performance by a Duo or Group with Vocals (It’s not over)

## Kommerzieller Erfolg

### Chartplatzierungen
Daughtry war besonders in den Vereinigten Staaten erfolgreich, erreichte dort am 3. Februar 2007 die Chartspitze der Billboard 200. Es konnte sich mit Unterbrechungen 176 Wochen in den Top 200 platzieren.
| ChartsChartplatzierungen       | Höchstplatzierung | Wochen |
| ------------------------------ | ----------------- | ------ |
| Deutschland (GfK)              | 40 (7 Wo.)        | 7      |
| Schweiz (IFPI)                 | 35 (3 Wo.)        | 3      |
| Vereinigte Staaten (Billboard) | 1 (176 Wo.)       | 176    |
| Vereinigtes Königreich (OCC)   | 13 (4 Wo.)        | 4      |

| ChartsJahrescharts (2007)      | Platzierung |
| ------------------------------ | ----------- |
| Vereinigte Staaten (Billboard) | 1           |

| ChartsJahrescharts (2008)      | Platzierung |
| ------------------------------ | ----------- |
| Vereinigte Staaten (Billboard) | 33          |

| ChartsJahrescharts (2009)      | Platzierung |
| ------------------------------ | ----------- |
| Vereinigte Staaten (Billboard) | 130         |

### Auszeichnungen für Musikverkäufe
Das Album ist das schnellstverkaufte Debüt-Rockalbum in der Geschichte von Nielsen Soundscan.
| Land/Region                  | Auszeichnungen für Musikverkäufe (Land/Region, Auszeichnung, Verkäufe) | Verkäufe  |
| ---------------------------- | ---------------------------------------------------------------------- | --------- |
| Australien (ARIA)            | Gold                                                                   | 35.000    |
| Kanada (MC)                  | 2× Platin                                                              | 200.000   |
| Neuseeland (RMNZ)            | Platin                                                                 | 15.000    |
| Vereinigte Staaten (RIAA)    | 4× Platin                                                              | 4.000.000 |
| Vereinigtes Königreich (BPI) | Gold                                                                   | 100.000   |
| Insgesamt                    | 2× Gold · 7× Platin ·                                                  | 4.350.000 |